# Foiba di Monrupino
La foiba di Monrupino, già nota come foiba 149 di Monrupino o abisso di Monrupino, si trova nel comune di Trieste a circa 11 km da Trieste in direzione Monrupino (TS).. Costituisce una tipica cavità carsica, profonda 180 metri, che si apre in fondo ad una dolina, con un'imboccatura di 10 metri per 15. Attualmente si presenta con una copertura tombale di 150 m² riportante la raffigurazione di una croce in pietra bianca del Carso.
Alla fine della seconda guerra mondiale, dentro questa foiba furono gettate dalle truppe del maresciallo Tito circa una cinquantina di salme, principalmente militari tedeschi caduti durante la battaglia di Opicina o prigionieri fucilati. Il numero dei corpi risulta dall'esplorazione fatta dall'ispettore della Polizia Civile Umberto De Giorgi negli ultimi mesi del 1945 e i primi del 1946.
Oltre a questi, a Monrupino furono infoibati i ferrovieri Vittorio Cima, Luciano Manzin e Mario Mauri. Accusati di aver rubato un maiale, vennero arrestati il 10 maggio 1945 su ordine del capo della sezione criminale della Difesa Popolare di Opicina - Žarko Besednjak - dalle guardie del popolo Michele Gallo, Bruno Vidali e Giuseppe Taucer e da altri uomini facenti parte della struttura di polizia messa in piedi dal Partito Comunista Jugoslavo e dall'OZNA nel periodo dell'occupazione militare di Trieste da parte dell'EPLJ. Condotti di fronte ad un tribunale del popolo, sito presso l'osteria "Da Giovanna" di Rupingrande, il 20 maggio successivo Cima, Manzin e Mauri vennero giudicati colpevoli di furto, portati presso la foiba, uccisi con un colpo di pistola alla nuca e gettati dentro. L'8 gennaio 1948 si aprì di fronte alla Corte d'assise di Trieste il processo per l'omicidio dei tre ferrovieri e di altre dodici persone. Accusati anche di sottrazione e distruzione di cadavere, tutti gli imputati vennero condannati: fra gli altri, Žarko Besednjak a 15 anni di prigione, Boris e Piero Vidali a 10 anni, Emilio Sossich e Miroslavo Purich a 6 anni e 3 mesi. Nel corso del processo risultò che i tre ferrovieri erano stati condannati ed uccisi senza interrogatorio nel corso del loro improvvisato processo, senza che venisse elevata un'accusa precisa e senza nessuna difesa.

## La foiba di Monrupino come monumento nazionale
Accogliendo le richieste degli esuli giuliano-dalmati e della città di Trieste, il presidente della Repubblica Oscar Luigi Scalfaro, con D.P.R. del 24 luglio 1993, ha formalmente riconosciuto la foiba di Monrupino come monumento nazionale.